# Shahram Rostami
Shahram Rostami (* 7. Juni 1948 in Ardabil, anhörenⓘ persisch شهرام رستمی [ʃæhɾɑm ɛ ɾostæmi]) ist ein ehemaliges iranisches Fliegerass bei der Iranischen Luftwaffe (IRIAF). Rostami trat bei der Kaiserlichen Iranischen Luftwaffe (IIAF) in den Dienst ein und führte diesen bei der Luftwaffe der Islamischen Republik Iran (IRIAF) fort. Rostami wurde im Iran als Jagdflieger von F-14 Tomcat-Kampfflugzeugen berühmt. Während des Ersten Golfkrieges erzielte der Major sechs bestätigte Abschüsse irakischer Kampfflugzeuge. Diese umfassen ein MiG-21, zwei MiG-25 und drei Dassault Mirage F1. Rostami wurde später zum Brigadegeneral und Leiter der Iranischen Luftwaffe befördert.
Er diente in den o. g. Streitkräften von 1967 bis 2007.